# Dittrichia
 Dittrichia   Greuter, 1973 è un genere di piante angiosperme dicotiledoni della famiglia delle Asteraceae, sottofamiglia Asteroideae, tribù Inuleae e sottotribù Inulinae.

## Etimologia
Il nome del genere è stato dato in onore di Manfred Dittrich (1934-), botanico germanico.
Il nome scientifico del genere è stato definito dal botanico Werner Rodolfo Greuter (1938-) nella pubblicazione " Exsiccatorum Genavensium e Conservatorio Botanico Distributorum Fasciculus. Geneva" ( Exsicc. Genav. Conserv. Bot. Distrib. Fasc. 4: 71 ) del 1973.

## Descrizione

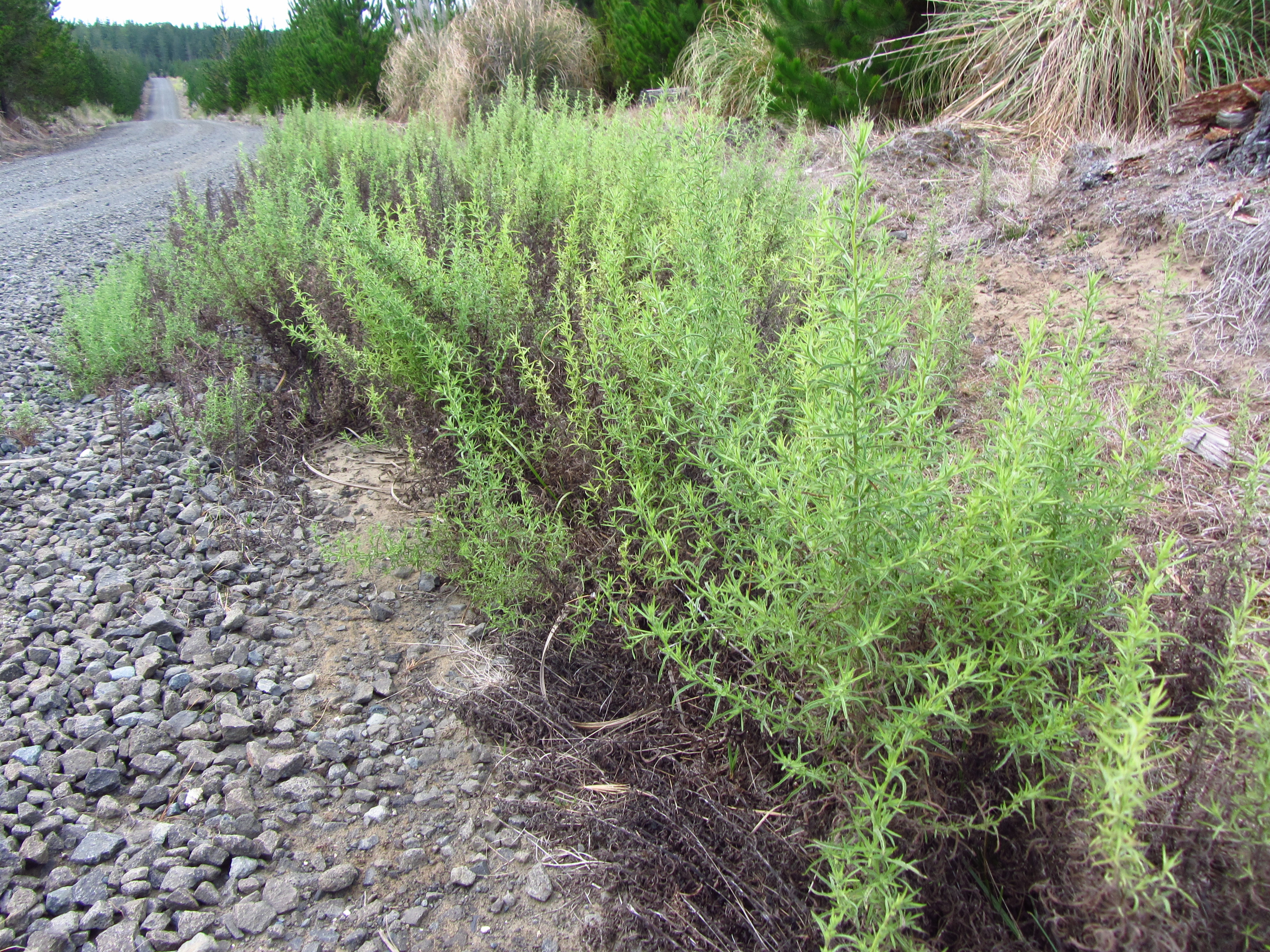
Il portamento
Dittrichia graveolens

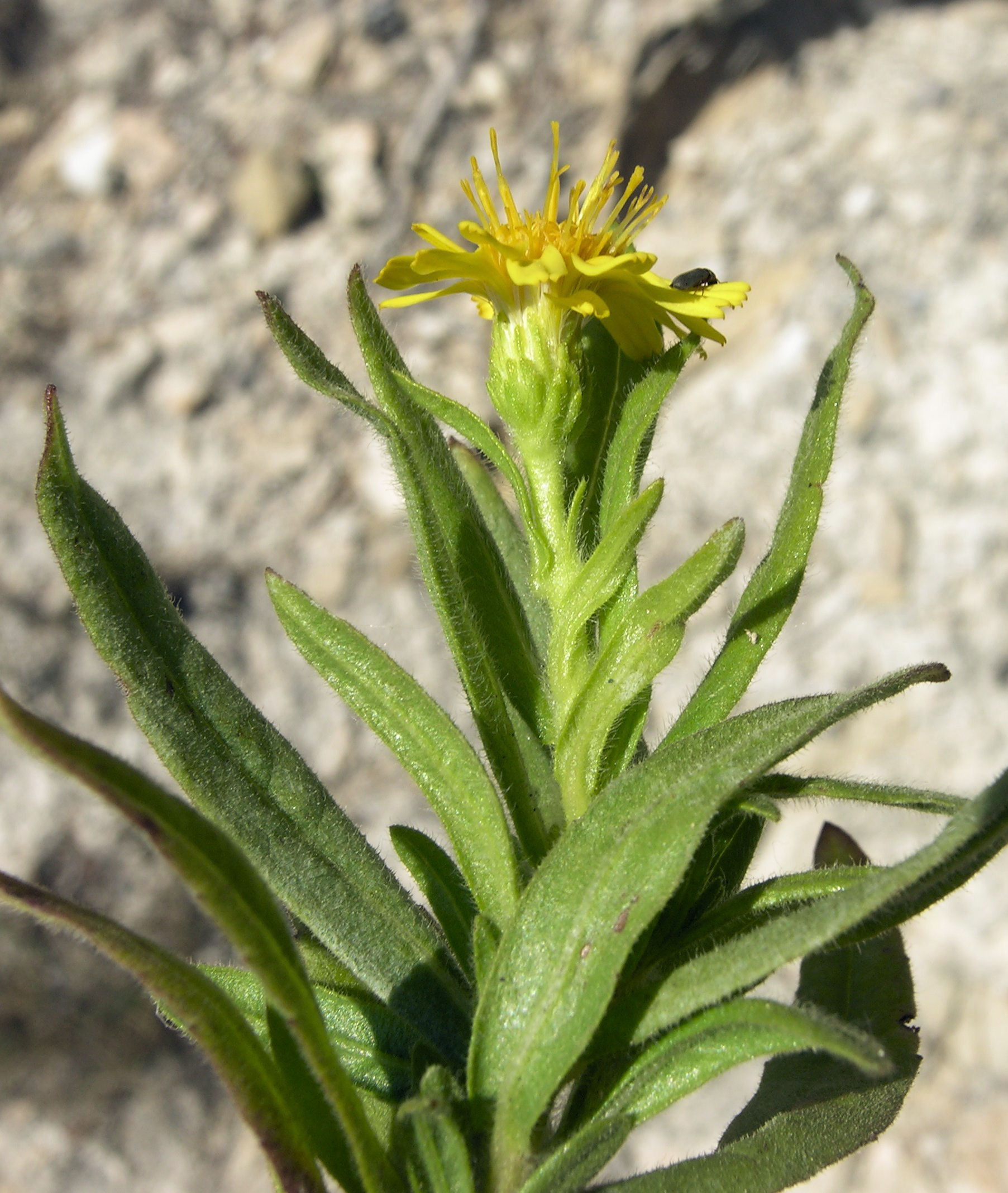
Le foglie
Dittrichia viscosa

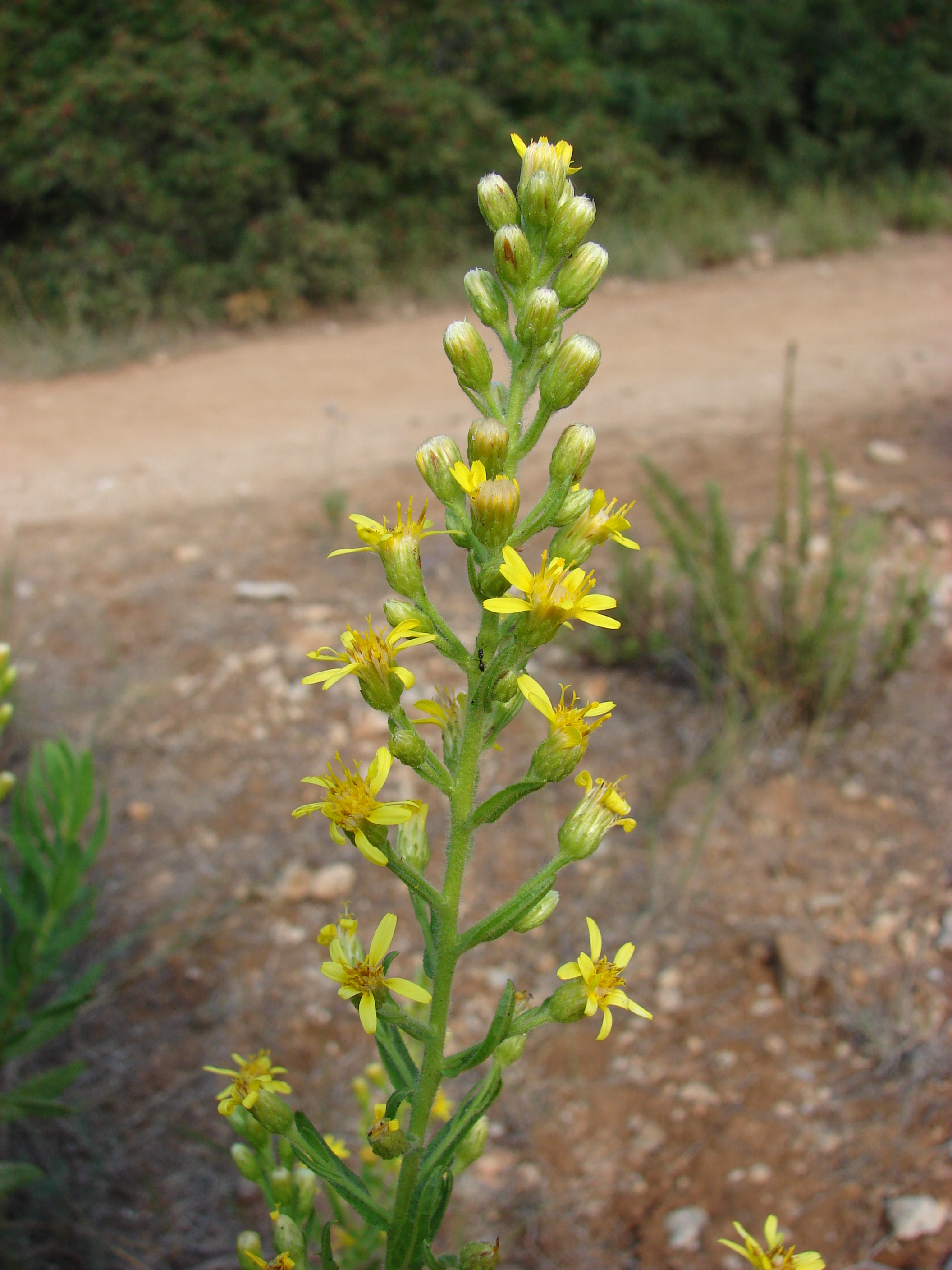
Infiorescenza
Dittrichia viscosa

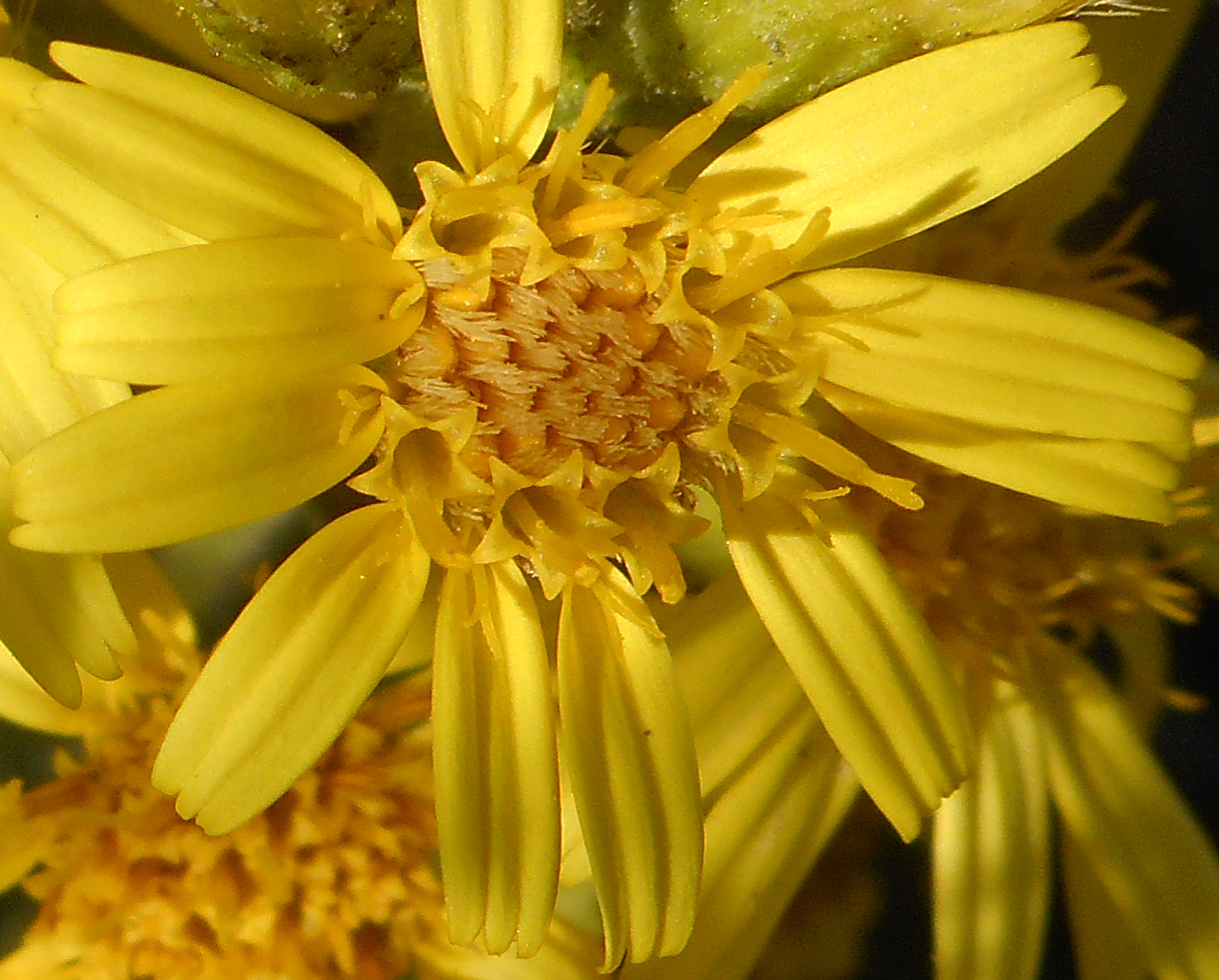
I fiori
Dittrichia viscosa

Portamento. Le specie di questo genere sono erbe perenni o annuali.
Fusto. La parte sotterranea del fusto consiste prevalentemente in rizomi. Generalmente il floema è privo di strati fibrosi; inoltre sono assenti i tessuti latticiferi. Altezza media: 20-130 cm.
Foglie. Le foglie lungo il caule sono disposte in modo alternato e sessile. La lamina può essere semplice con forme da lanceolate a lineari e con bordi interi, seghettati o dentati. La superficie è ghiandolosa, viscida e pubescente
Infiorescenza. Le infiorescenze sono formate da capolini sia solitari che in formazioni racemose. I capolini sono di tipo radiato eterogamo. I capolini sono formati da un involucro composto da brattee disposte in modo embricato al cui interno un ricettacolo fa da base ai fiori ligulati periferici o fiori del raggio e ai fiori tubulosi quelli centrali o del disco. L'involucro può essere cilindrico o campanulato. Le brattee sono disposte generalmente su 3-4 righe; hanno consistenza erbacea o cartilaginea, ma senza margini ialini; gli stereomi non sono divisi. Il ricettacolo, crestato, liscio o alveolato, è sprovvisto di pagliette (a protezione della base dei fiori). Diametro dell'involucro: 3-8 mm.
Fiori.  I fiori sono tetra-ciclici (formati cioè da 4 verticilli: calice – corolla – androceo – gineceo) e pentameri (calice e corolla formati da 5 elementi). Si distinguono in:
- fiori del raggio (esterni): sono da 10 a 12 e sono femminili e sono disposti su una o più serie; la forma è ligulata (zigomorfa);
- fiori del disco (centrali): sono più numerosi (8-20) con forme brevemente tubulose (attinomorfe); sono ermafroditi e fertili.

- Formula fiorale:

*/x K {\displaystyle \infty }, [C (5), A (5)], G 2 (infero), achenio
- Calice: i sepali del calice sono ridotti ad una coroncina di squame.

- Corolla: 
  - fiori del raggio: la forma della corolla alla base è più o meno tubulosa-imbutiforme, mentre all'apice è ligulata, o minutamente ligulata; la ligula può terminare con alcuni denti; il colore è giallo;
  - fiori del disco: la forma è tubulare bruscamente divaricata in 4-5 brevi lobi; il colore è giallo.

- Androceo: l'androceo è formato da 5 stami sorretti da filamenti generalmente liberi; gli stami sono connati e formano un manicotto circondante lo stilo; le teche (produttrici del polline) sono troncate e non sono speronate. La base delle antere può essere lunga o corta con code ramificate oppure no (raramente sono prive di coda). Il tessuto dell'endotecio è a forma radiata o polarizzata. Le cellule del collare dei filamenti sono piatte o di tipo mammelloso.

- Gineceo: il gineceo ha un ovario uniloculare infero formato da due carpelli.[5] Lo stilo è unico e con due stigmi nella parte apicale. Gli stigmi spesso sono provvisti di peli acuti che terminano sopra la biforcazione senza raggiungerla, oppure da peli ottusi che terminano ben al di sotto della biforcazione. Le superfici stigmatiche confluiscono all'apice, mentre alla base sono separate in due distinte linee (lignee stigmatiche marginali[7]). Il polline è spinuloso.

Frutti. I frutti sono degli acheni con pappo. Gli acheni in genere sono provvisti di 5 fasci vascolari; la forma è ellissoide apicalmente contratta. Talvolta sono presenti dei condotti o delle cavità resinose. La superficie è glabra o ricoperta da peli ghiandolari. L'epidermide dell'achenio è provvista di grandi cristalli di ossalato di calcio, oppure di cristalli simili alla sabbia, oppure ne è priva. Il pappo è formato setole o squame connate alla base. 

## Biologia
Impollinazione: l'impollinazione avviene tramite insetti (impollinazione entomogama tramite farfalle diurne e notturne).

Riproduzione: la fecondazione avviene fondamentalmente tramite l'impollinazione dei fiori (vedi sopra).

Dispersione: i semi (gli acheni) cadendo a terra sono successivamente dispersi soprattutto da insetti tipo formiche (disseminazione mirmecoria). In questo tipo di piante avviene anche un altro tipo di dispersione: zoocoria. Infatti gli uncini delle brattee dell'involucro (se presenti) si agganciano ai peli degli animali di passaggio disperdendo così anche su lunghe distanze i semi della pianta. Inoltre per merito del pappo (se presente) il vento può trasportare i semi anche a distanza di alcuni chilometri (disseminazione anemocora).

## Distribuzione e habitat
Le specie di questo genere sono distribuite dall'areale del Mediterraneo fino al Pakistan.
Specie della zona alpina

Delle 2 specie spontanee della flora italiana, entrambe vivono sull'arco alpino. La tabella seguente mette in evidenza alcuni dati relativi all'habitat, al substrato e alla distribuzione delle specie alpine.
| Specie | Comunità vegetali | Piani vegetazionali | Substrato  | pH     | Livello trofico | H2O   | Ambiente          | Zona alpina |
| --- | ----------------- | ------------------- | ---------- | ------ | --------------- | ----- | ----------------- | ----------- |
| Dittrichia viscosa | 9                 | collinare           | Ca - Ca/Si | basico | basso           | arido | A4 B1 B2 B5 F2 G3 | BS          |
| Dittrichia graveolens | 2                 | collinare           | Ca - Si    | neutro | medio           | secco | B1 B2 B5          | AO BS       |
| Legenda e note alla tabella. Substrato: con “Ca/Si” si intendono rocce di carattere intermedio (calcari silicei e simili). Zona alpina: vengono prese in considerazione solo le zone alpine del territorio italiano (sono indicate le sigle delle province). Comunità vegetali: 2 = comunità terofitiche pioniere nitrofile; 9 = comunità a emicriptofite e camefite delle praterie rase magre secche Ambienti: A4 = ambienti umidi, temporaneamente inondati o a umidità variabile; B1 = campi, colture e incolti; B2 = ambienti ruderali, scarpate; B5 = rive, vicinanze corsi d'acqua; F2 = praterie rase, prati e pascoli dal piano collinare al subalpino; G3 = macchie basse. |                   |                     |            |        |                 |       |                   |             |

## Sistematica
La famiglia di appartenenza di questa voce (Asteraceae o Compositae, nomen conservandum) probabilmente originaria del Sud America, è la più numerosa del mondo vegetale, comprende oltre 23.000 specie distribuite su 1.535 generi, oppure 22.750 specie e 1.530 generi secondo altre fonti (una delle checklist più aggiornata elenca fino a 1.679 generi). La famiglia attualmente (2021) è divisa in 16 sottofamiglie; la sottofamiglia Asteroideae è una di queste e rappresenta l'evoluzione più recente di tutta la famiglia.

### Filogenesi
La tribù Inuleae (comprendente le Inulinae) è una delle 21 tribù della sottofamiglia Asteroideae). Da un punto di vista filogenetico, la tribù Inuleae, all'interno della sottofamiglia, fa parte del gruppo "Helianthodae". La sottotribù Inulinae è caratterizzata dalla particolare pubescenza dello stilo e dagli acheni con cristalli di ossalato di calcio.
Nell'ambito della sottotribù il genere Dittrichia fa parte del "Complesso di Pulicaria"; un gruppo monofiletico comprendente i generi Pallenis, Rhanterium, Pulicaria, Limbardia, Jasonia, Dittrichia e Iphiona.
I caratteri distintivi del genere sono:
- il tessuto endoteciale delle antere è distintamente polarizzato;
- gli acheni sono contratti;
- il pappo è formato da alcune setole connate in una cupola.

Il numero cromosomico delle specie di questo genere è: 2n = 16, 18 e 20.

### Elenco delle specie
Questo genere ha 2 specie:
- Dittrichia graveolens (L.) Greuter
- Dittrichia viscosa  (L.) Greuter

### Sinonimi
Sono elencati alcuni sinonimi per questa entità:
- Cupularia Godr. & Gren.
- Alunia  Lindl.
- Myriadenus  Cass.

### Specie spontanee italiane
Entrambe le specie del genere Dittrichia sono presenti in Italia:
In dettaglio.
- 1A: il ciclo biologico è annuale; le piante sono alte 2-6 dm; le foglie sono lineari; il diametro del capolino è minore di 1 cm; i fiori ligulati sono subnulli;

Dittrichia graveolens (L.) Greuter - Inula fetida: la forma biologica è terofita scaposa (T scap); il tipo corologico è Mediterraneo - Turanico; l'habitat tipico sono gli incolti aridi, le aree ruderali e i bordi delle vie; in Italia è una specie comune e si trova ovunque fino ad una quota di 800 m s.l.m..
- 1B: il ciclo biologico è perenne; le piante sono alte 4-15 dm; le foglie sono lanceolate; il diametro del capolino è maggiore di 1 cm; i fiori ligulati sono lunghi più di 3 mm;

Dittrichia viscosa (L.) Greuter - Inula vischiosa: la forma biologica è emicriptofita scaposa (H scap); il tipo corologico è Euri-Mediterraneo; l'habitat tipico sono le aree ruderali, i greti dei torrenti, le spiagge, gli incolti umidi e i bordi delle vie; in Italia è una specie comune e si trova ovunque fino ad una quota di 800 m s.l.m..